# Julius von Rieben
August Julius Heinrich Ideus von Rieben (* 11. März 1800 in Schildberg; † 17. Juni 1888 ebenda) war ein preußischer Generalleutnant, Bevollmächtigter im Bundesrat des Norddeutschen Bundes und Herr auf Schildberg.

## Leben

### Herkunft
Julius war ein Sohn des preußischen Rittmeisters Karl von Rieben (1766–1809) und dessen Ehefrau Juliane, geborene von Sydow (1779–1853).

### Militärkarriere
Rieben besuchte das Erziehungsinstitut in Großhennersdorf, trat am 6. Juli 1817 als Jäger in das Garde-Jäger-Bataillon der Preußischen Armee ein und avancierte bis Ende September 1819 zum aggregierten Sekondeleutnant. Anschließend kam er am 25. Juli 1820 in das 25. und am 19. Januar 1823 in das 14. Infanterie-Regiment. Am 8. Juli 1823 wurde er dort Bataillonsadjutant und am 14. November 1833 zum Premierleutnant befördert. Daran schloss sich vom 13. Juni 1836 bis zum 29. März 1839 eine Kommandierung als Adjutant der 4. Landwehr-Brigade und anschließend bei der 5. Division an. Unter Beförderung zum Hauptmann versah Rieben ab Ende Mai 1841 seinen Dienst als Kompaniechef. Im Jahr 1843 erhielt er das Dienstkreuz. Am 20. Juli 1848 zum Major befördert, wurde er am 24. Oktober 1849 zum Bataillonskommandeur ernannt. Am 7. September 1848 kam er kurzfristig als Kommandeur in das 2. kombinierte Reserve-Bataillon, am 24. Oktober 1849 kehrte er als Bataillonskommandeur in das 14. Infanterie-Regiment zurück. Von dort wurde er am 24. September 1850 in das 35. Infanterie-Regiment versetzt und zum Kommandeur des Landwehr-Bataillons ernannt. Am 29. Mai 1852 kam Rieben als Kommandeur des II. Bataillons in das 8. Infanterie-Regiment (Leib-Infanterie-Regiment) und stieg Ende März 1853 zum Oberstleutnant auf. Am 7. Mai 1857 erfolgte seine Ernennung zum Kommandeur des 27. Infanterie-Regiment sowie am 15. Oktober 1857 mit Patent vom 31. Dezember 1856 die Beförderung zum Oberst. Am 1. Juli 1860 wurde Rieben zum Generalmajor befördert und als Kommandeur in die 11. Infanterie-Brigade versetzt.
Am 10. Mai 1861 beauftragte man ihn mit der einstweiligen Wahrnehmung der Stelle als Direktor (Präsident) im Marineministerium und am 22. Juni 1861 wurde er unter Belassung in dieser Stellung zu den Offizieren von der Armee versetzt. Mitte Januar 1864 erhielt Rieben den Kronen-Orden II. Klasse mit Stern sowie am 25. Juni 1864 die Beförderung zum Generalleutnant. Im gleichen Jahr wurde er anlässlich der Feier seines 50-jährigen Dienstjubiläums mit dem Roten Adlerorden I. Klasse mit Eichenlaub ausgezeichnet. Noch am 1. August 1867 wurde er als Bevollmächtigter zum Bundesrat des Norddeutschen Bundes geschickt, aber am 22. August 1867 mit Pension zur Disposition gestellt. Er starb am 17. Juni 1888 in Schildberg.
Sein Kompaniechef schrieb 1847 in seiner Beurteilung: „Ist ein eminenter Offizier, von Charakter, seiner Welt- und Schulbildung, regem Ehrgefühl, Pünktlichkeit und pflichttreuen Diensteifer. Im Felddienst zeigt und benimmt er sich umsichtsvoll. Die ihm anvertraute 8. Kompagnie ist in guter Verfassung. Eignet sich unbedenklich zur höheren Beförderung außer der Tour.“

### Familie
Er heiratete am 16. Oktober 1823 in Neubrandenburg Wilhelmine von Rieben (1799–1855). Das Paar hatte mehrere Kinder:
- Julius Adalberth Bernhard (1824–1851), Leutnant
- Wilhelmine Henriette Sophie (1825–1861)
- Vicco Karl Christoph August (*/† 1826)
- Agnes Magdalene Friederike (1827–1854)
- Sophie Eleonore Elisabeth (*/† 1829)
- Karl Hermann August Otto (1835–1900), Herr auf Schildberg ⚭ 1873 Molly Anna Bertha von Hugo (* 1845)
- Hellmuth Bernhard Friedrich (1843–1851)

Nach dem Tod seiner ersten Frau heiratete er am 19. März 1858 Karoline von Bülow (* 1832). Die Ehe blieb kinderlos.
Bilder des Generals und seiner Frau sind im Besitz des Mecklenburgischen Landesmuseums.